# Ruben Allinger
Ruben Allinger (ur. 23 grudnia 1891 w Uppsali, zm. 9 stycznia 1979 w Tumbie) – szwedzki hokeista grający na pozycji obrońcy, uczestnik zimowych igrzysk olimpijskich w 1924. Był członkiem reprezentacji Szwecji, która na tych igrzyskach zajęła czwarte miejsce. Zawodnik klubu Djurgårdens IF, w którym grał 11 sezonów. W 1926 zdobył z tym klubem mistrzostwo Szwecji.